# Титосэ (гидроавианосец)
Титосэ (яп. 千歳) — лёгкий японский авианосец Императорского флота Японии времён Второй мировой войны, первый из двух кораблей одноимённого типа. 

## История службы
Вступил в строй 25 июля 1938 году как гидроавианосец. В 1943 году в Сасебо переоборудован в лёгкий авианосец, повторно вошёл в строй 1 января 1944 года, был зачислен в состав Третьего флота.
Принимал участие в нескольких битвах в Тихоокеанском регионе, в том числе в битве за Мидуэй. Прикрывал высадку десанта при захвате Восточной Индии и Новой Гвинеи. 22 мая 1944 года легко повреждён попаданием двух невзорвавшихся торпед американской подлодки «Bonefish». Был потоплен во время сражения в заливе Лейте 25 октября 1944 года.